# Neustift (Passau)
Neustift ist ein Ortsteil des Stadtteils Heining in der kreisfreien Stadt Passau. Es darf nicht mit dem nur 15 Kilometer westlich gelegenen Neustift bei Ortenburg verwechselt werden. Der Haltepunkt Neustift (b Passau) liegt an der Bahnstrecke Passau–Neumarkt-Sankt Veit.

## Geschichte
Die Siedlung ging von der erstmals 1523 erwähnten Schwarzensäge (Schwarze Sag) des Michael Sagmeister aus, dessen Name zugleich Berufsbezeichnung war. Neustift gehörte zur Grafschaft Neuburg und bildete in dessen Amt Heining die Obmannschaft Eichet und Neustift. Hier befand sich die gräfliche Hoftaverne. 
Nach Bildung der Gemeinden gehörte Neustift zur Gemeinde Heining. Seit 1900 gibt es eine Schule in Neustift, die 1956 und 1968 jeweils einen Neubau erhielt. 1958 wurde eine Expositur errichtet, die 1961 zur Pfarrei Neustift erhoben wurde. Mit der Gemeinde Heining kam Neustift 1972 zu Passau. Neustift ist eines der 2013 festgelegten Bürgerversammlungsgebiete Passaus. 

## Sehenswürdigkeiten
- Pfarrkirche Auferstehung Christi. Sie wurde 1959 bis 1960 von Alfons Hornsteiner erbaut. Die Ausstattung schuf Leopold Hafner.
- Evangelische Versöhnungskirche

## Öffentliche Einrichtungen
- Grund- und Mittelschule Passau-Neustift
- Kindergarten Neustift